# Volo TAM 3054
Il volo TAM 3054 è stato un volo di linea nazionale tra Porto Alegre e San Paolo del Brasile. La sera del 17 luglio 2007, l'Airbus A320 utilizzato per il volo si schiantò contro un hangar dopo essere uscito di pista durante l'atterraggio e aver attraversato una strada. L'aereo esplose nell'impatto, provocando la morte di tutti i 187 passeggeri e dell'equipaggio a bordo, oltre a 12 persone a terra. Altre 27 persone nel magazzino rimasero ferite.
Questo superò il disastro del volo Gol Transportes Aéreos 1907 come peggior incidente aereo nel territorio brasiliano e nella storia del Sud America e divenne il peggiore a coinvolgere un aereo sella serie Airbus A320 fino all'attentato terroristico del volo Metrojet 9268 nel 2015 che uccise 224 persone.
Sull'incidente indagò il Centro di investigazione e prevenzione degli incidenti aeronautici dell'aeronautica brasiliana (portoghese: Centro de Investigação e Prevenção de Acidentes Aeronáuticos; CENIPA) e un rapporto finale venne pubblicato nel settembre 2009. Il CENIPA concluse che l'incidente era stato causato da errori commessi dai piloti durante l'atterraggio a San Paolo.

## Gli antefatti

### Ristrutturazione della pista di Congonhas
Su entrambe le piste dell'aeroporto di Congonhas (35L/17R e 35R/17L), una pendenza impediva il drenaggio dell'acqua accumulata sull'asfalto. La superficie era già liscia a causa dell'eccesso di gomma causato dalla pressione degli pneumatici durante gli atterraggi. Non c'erano aree di sicurezza alla fine della pista, poiché l'Avenida Washington Luís (un viale trafficato), così come diversi edifici e case, si trovavano alla fine delle piste 35L e 35R. Il 24 luglio 2006, meno di un anno prima dell'incidente, un Boeing 737 della BRA Transportes Aéreos ebbe difficoltà a fermarsi sulla pista 35L, ma i piloti riuscirono a fermare l'aereo in sicurezza eseguendo un ground loop. A causa dei ritardi e delle cancellazioni dei voli causati dalle piogge all'inizio del 2007, Infraero (la società che gestisce l'aeroporto di Congonhas) decise di riasfaltare la pista principale dell'aeroporto. L'installazione di scanalature di canalizzazione era stata prevista per ridurre il rischio di aquaplaning. I lavori di rifacimento terminarono il 29 giugno, ma le scanalature non furono aggiunte. Infraero dichiarò che l'aggiunta delle scanalature avrebbe richiesto altri 30 giorni. Nonostante la ristrutturazione incompleta, la pista di Congonhas rimase aperta all'uso durante la crisi dell'aviazione brasiliana del 2006-2007.

### Difficoltà di atterraggio
Il 16 luglio, il giorno prima dell'incidente, quattro piloti atterrati all'aeroporto segnalarono cattive condizioni di frenata, tra cui un pilota della TAM che era riuscito a fermare il suo aereo pochi metri prima della fine della pista. Tra le 12:25 e le 12:28, Infraero sospese le operazioni sullo scalo per valutare le condizioni della pista e successivamente la autorizzò per l'uso, segnalando "assenza di pozzanghere e scivoli d'acqua". Tuttavia, alle 12:42 ora locale dello stesso giorno, il volo Pantanal Linhas Aéreas 4763, un ATR 42-300, atterrò sulla pista 17R subendo il fenomeno dell'aquaplaning. L'aereo virò a sinistra, colpendo un cubo di cemento e un piccolo palo della luce prima di fermarsi sull'erba tra la pista e la via di rullaggio. Fortunatamente, tutte le 25 persone a bordo sopravvissero senza ferite, ma l'aereo venne gravemente danneggiato e ritenuto irreparabile. Nonostante questo incidente, gli atterraggi in aeroporto continuarono a svolgersi normalmente.

## Aereo ed equipaggio
Il volo 3054 era operato da un Airbus A320-233, numero di serie 789, codice di registrazione PR-MBK, spinto da due motori International Aero Engines V2527E-A5. L'aereo fu ultimato nel febbraio 1998 e il mese successivo entrò in servizio con TACA Airlines; nel novembre 2003 fu ceduto a Pacific Airlines che, a sua volta, lo cedette alla società di leasing Pegasus Aviation e nel dicembre 2006 entrò in servizio con TAM. Fino al 20 aprile 2007 l'aereo aveva completato 20 379 ore di volo compiendo 9 313 cicli.

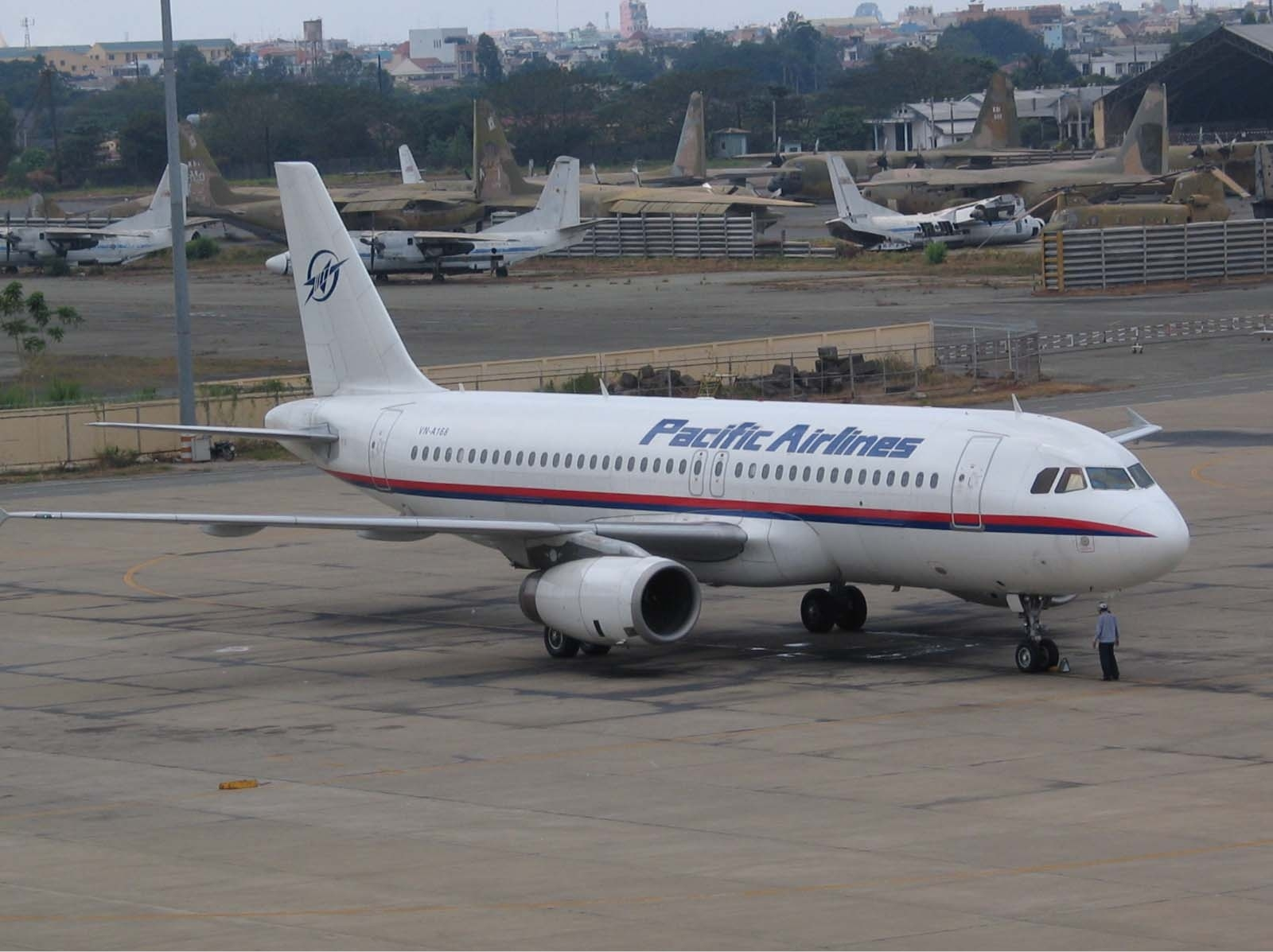
L'aereo coinvolto nell'incidente, fotografato nel 2004 mentre operava per la Pacific Airlines sotto registrazione VN-A168

Il giorno dell'incidente, l'inversore di spinta del motore destro non era funzionante. In un comunicato ufficiale TAM spiegava che un guasto a un inversore non avrebbe messo in pericolo l'atterraggio e che il giorno prima dell'incidente non era stato riscontrato nessun problema meccanico. Secondo alcuni giornali, il giorno precedente l'incidente, l'aereo aveva già avuto difficoltà a frenare sulla stessa pista.
A bordo c'erano sei membri dell'equipaggio e 181 passeggeri. Tutti i 6 membri dell'equipaggio e 171 passeggeri erano brasiliani; i 10 passeggeri rimanenti erano di varie altre nazionalità. L'equipaggio di volo era composto da due comandanti (invece del solito comandante-primo ufficiale): Henrique Stefanini Di Sacco (53) e Kleyber Aguiar Lima (54). C'erano anche quattro assistenti di volo. Entrambi i piloti volavano da oltre 30 anni. Stefanini aveva accumulato 13 654 ore di volo nella sua carriera (di cui 2 236 sull'Airbus A320) e Lima 14 760 ore, di cui 237 sull'Airbus A320.

## L'incidente
Diversi giocatori e allenatori del Grêmio Foot-Ball Porto Alegrense erano stati inizialmente prenotati sul volo 3054, con l'intenzione di prendere un volo in coincidenza a Congonhas e volare a Goiânia, per una partita in programma contro il Goiás Esporte Clube. Tuttavia, la direzione del club riprogrammò la trasferta al giorno successivo. L'aereo partì dall'aeroporto di Porto Alegre-Salgado Filho alle 17:18 ora standard brasiliana (BRT) (20:18 UTC) e salì al livello di volo (FL) 340 (34 000 piedi (10 000 m)).

La rotta del volo 3054.

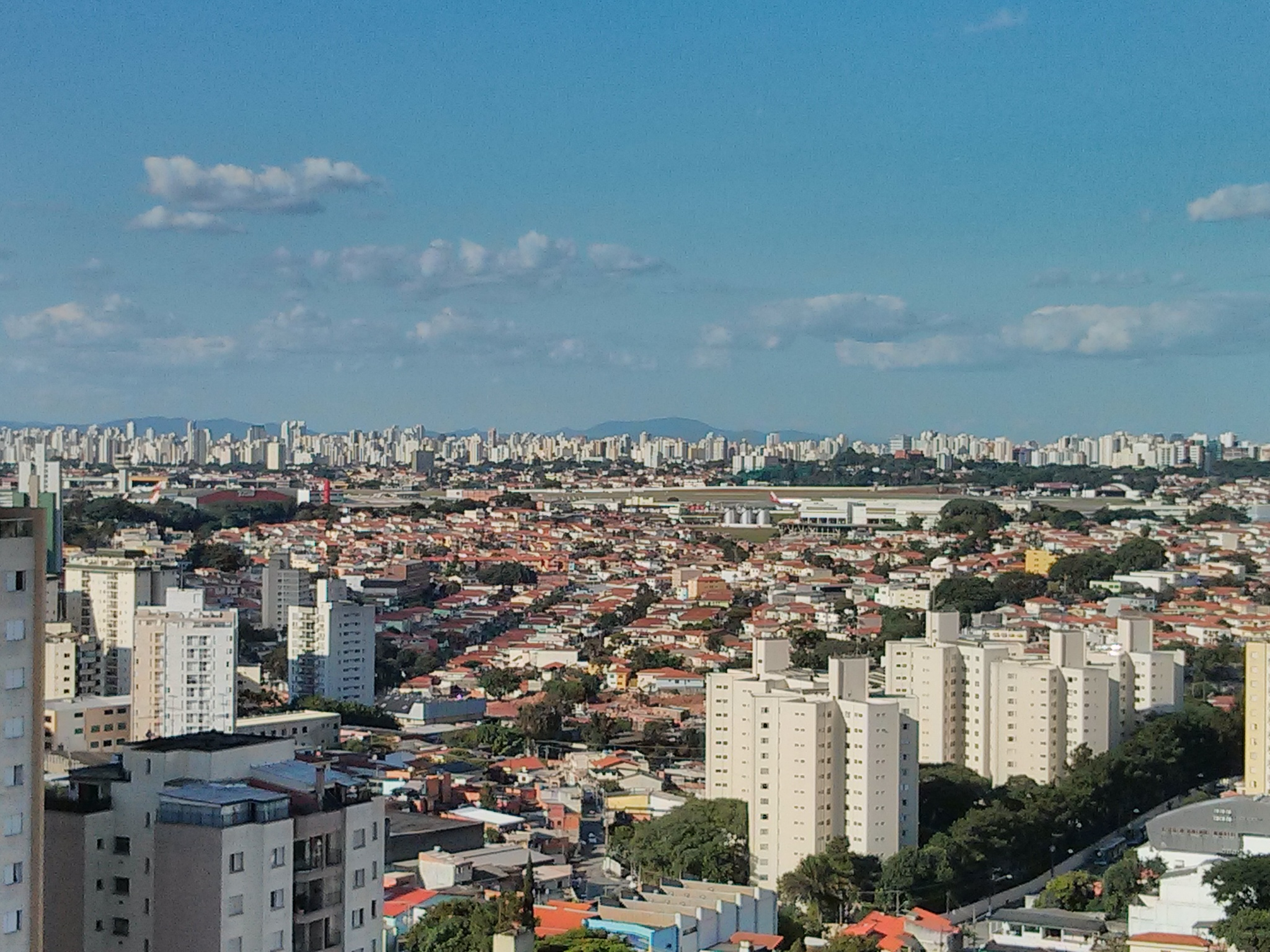
Veduta dell'aeroporto di Congonhas nel 2016.

Il volo 3054 venne autorizzato ad atterrare sulla pista 35L di Congonhas. Le condizioni meteorologiche erano di pioggia insistente, tuttavia i voli precedenti non avevano avuto alcun problema. Secondo i funzionari governativi che analizzarono i video di sorveglianza dell'aeroporto, il velivolo toccò terra nel punto consueto, ma non riuscì a rallentare normalmente. Il comandante, preso dal fatto che l'inversore di spinta sinistro era l'unico operativo, prese in considerazione soltanto la manetta sinistra, la quale fu portata al minimo e successivamente in spinta inversa come consuetudine. Tralasciò invece la manetta destra, che quindi rimase a comandare al motore destro di erogare la spinta necessaria a mantenere la velocità di avvicinamento. Questo fatto non solo non permise di smaltire velocità, ma causò un momento che fece uscire di pista il velivolo alla velocità di 90 nodi (170 km/h), deviò verso sinistra e attraversò l'adiacente Avenida Washington Luís, un'importante arteria stradale, per andare a impattare contro una costruzione di 4 piani di proprietà di TAM Express, dove prese immediatamente fuoco.

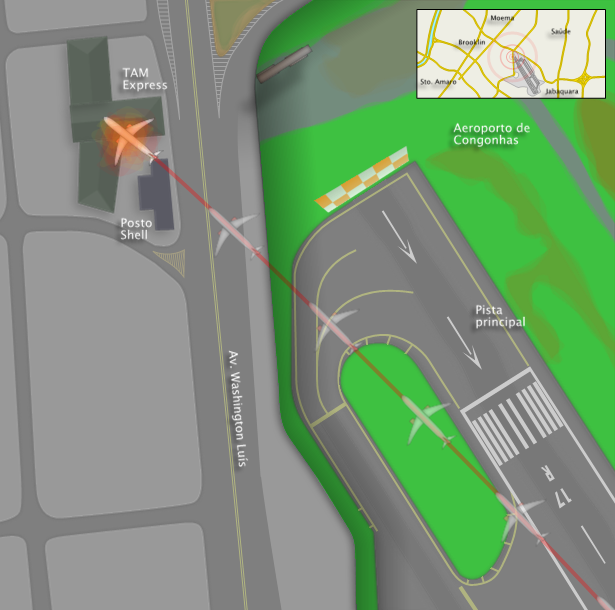
Rappresentazione in computer grafica della traiettoria compiuta dal volo 3054 nella fase finale dell'atterraggio

La pista era stata da poco ripavimentata, ma non era stato utilizzato un sistema drenante per ridurre il rischio di aquaplaning.

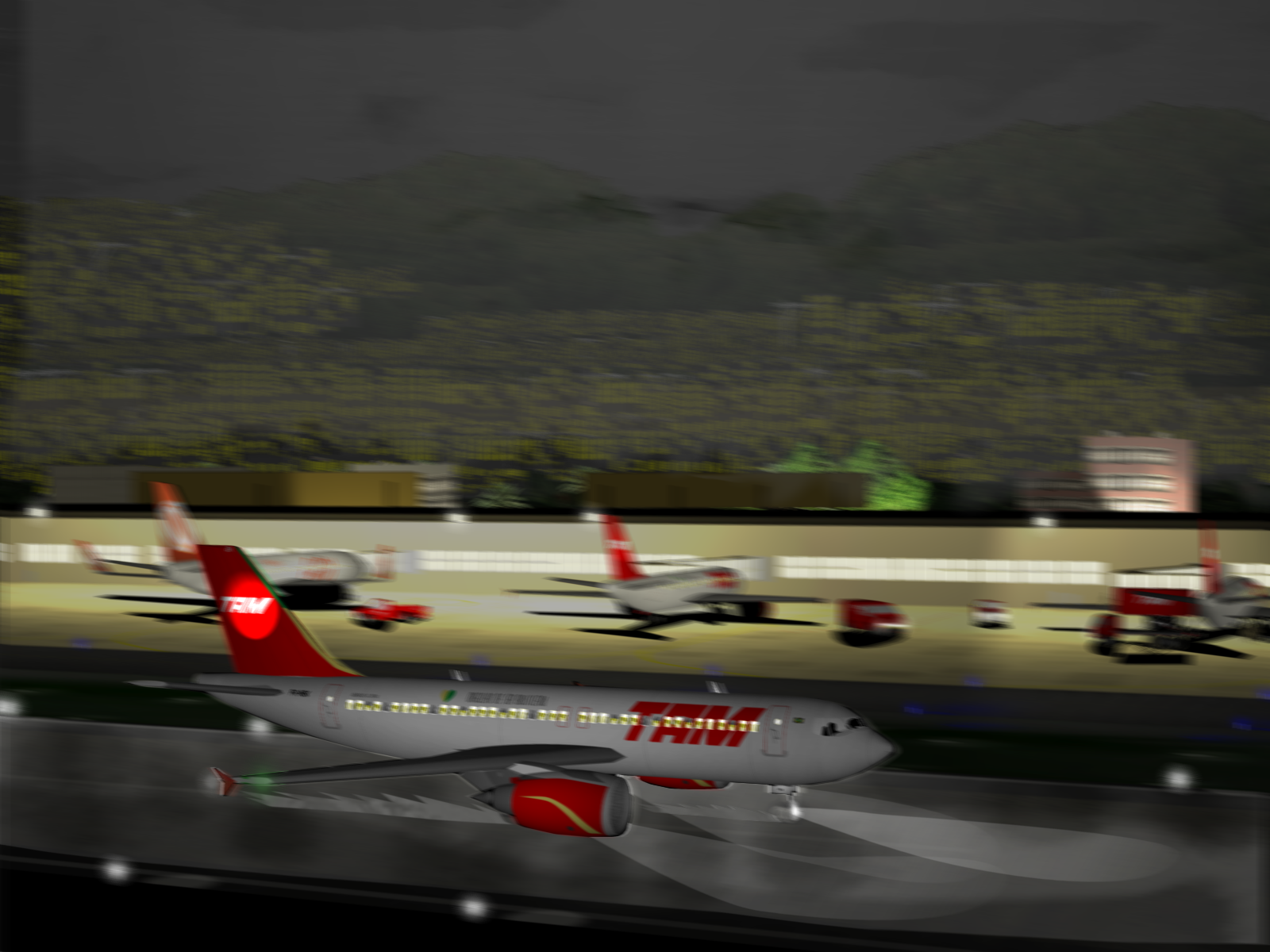
Una ricostruzione grafica dell'atterraggio del volo 3054

Le informazioni del Flight Data Recorder (FDR) recuperate dopo l'incidente e rilasciate dalle autorità brasiliane mostrarono che immediatamente prima dell'atterraggio, entrambe le leve di spinta erano in posizione CL (o "salita"), con la potenza del motore governata dal sistema di accelerazione automatica del computer di volo. Due secondi prima dell'atterraggio, il sistema informatico del volo ha emesso un avviso acustico, "retard, retard", avvisando i piloti di ritardare la leva di spinta alla posizione di minimo consigliata. Ciò avrebbe spento l'automanetta, con la potenza del motore quindi governata direttamente dalle leve di spinta.

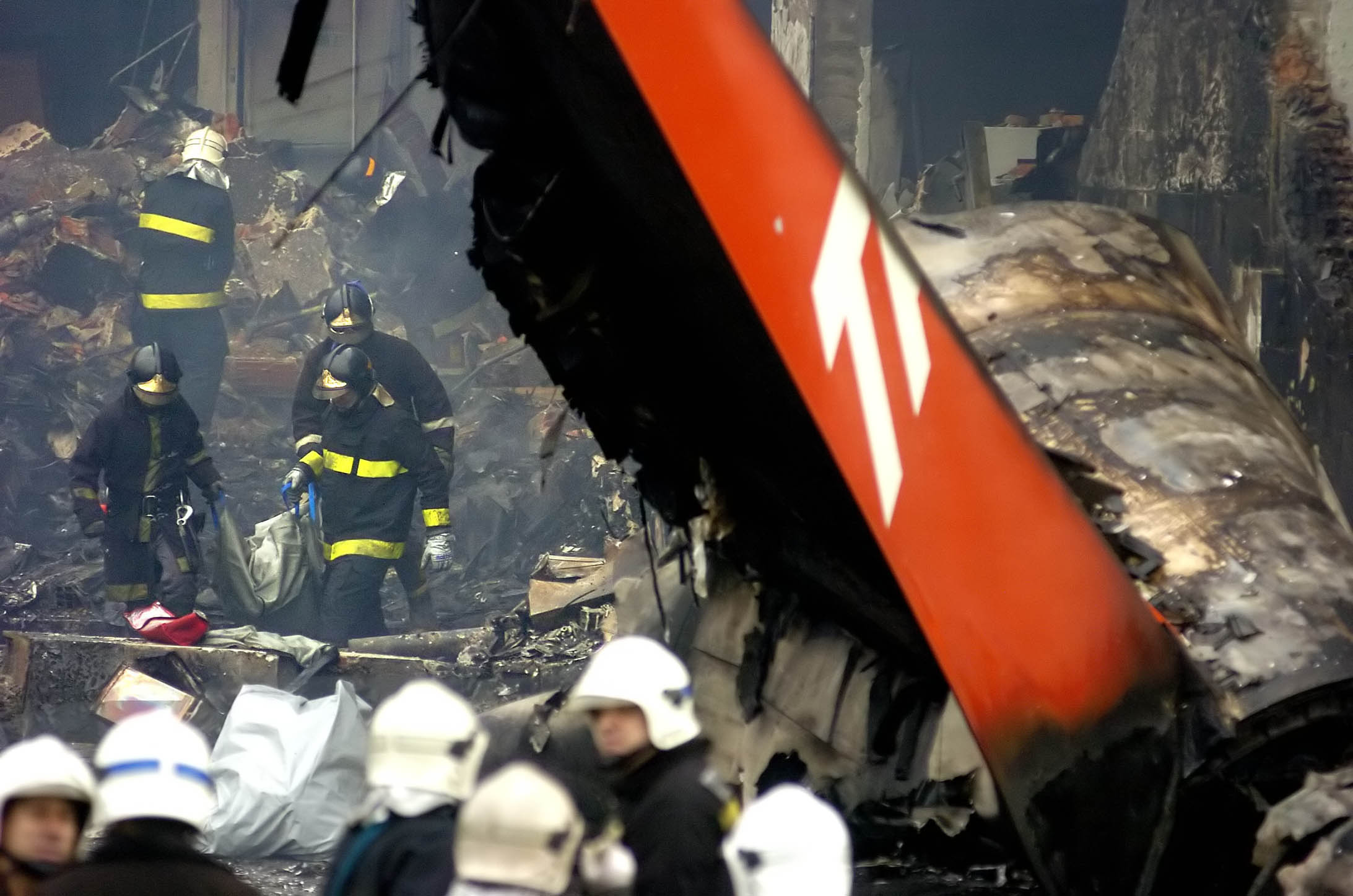
I rottami del volo 3054 il giorno dopo lo schianto.

Al momento dell'atterraggio, la leva dello spoiler era nella posizione "ARMED". Secondo la logica di sistema dei controlli di volo dell'A320, affinché gli spoiler si dispieghino automaticamente al momento dell'atterraggio, non solo la leva dello spoiler deve essere in posizione "ARMED", ma entrambe le leve di spinta devono essere in corrispondenza o vicino alla posizione idle. La trascrizione FDR mostrava che immediatamente dopo l'avvertimento, il computer di volo aveva registrato l'arretramento della leva di spinta sinistra, attivando l'inversore di spinta su tale motore, mentre la leva di spinta destra (che controllava il motore con l'inversore disabilitato) era rimasta nella posizione CL. Una teoria avanzata dal CENIPA era che i piloti potrebbero non aver notato che il motore destro era rimasto su CL perché il sistema di automanetta dell'Airbus, a differenza di altri produttori di aerei, non sposta automaticamente le leve quando il controller dell'automanetta cambia le impostazioni del motore. Pertanto, i piloti potrebbero aver pensato che il motore destro fosse al minimo senza rendersi conto che la logica dell'autothrust dell'Airbus impone che, quando una o più leve di spinta vengono tirate nella posizione di minimo, l'autothrust viene automaticamente disinserito. Pertanto, quando il pilota portò la leva di spinta del motore sinistro al minimo, disconnesse il sistema di spinta automatica e il computer non ritardò la potenza del motore destro al minimo. Gli spoiler dell'A320 non si aprirono durante la corsa di atterraggio, poiché la leva di spinta destra era al di sopra dell'impostazione "minimo" richiesta per l'apertura automatica. Poiché in quel momento la leva di spinta del motore destro era ancora nella posizione di "salita", il motore destro accelerò per aumentare la potenza mentre il motore sinistro attivò il suo inversore di spinta. La risultante condizione di spinta asimmetrica provocò una perdita di controllo e ne seguì uno schianto.

## L'aeroporto di Congonhas

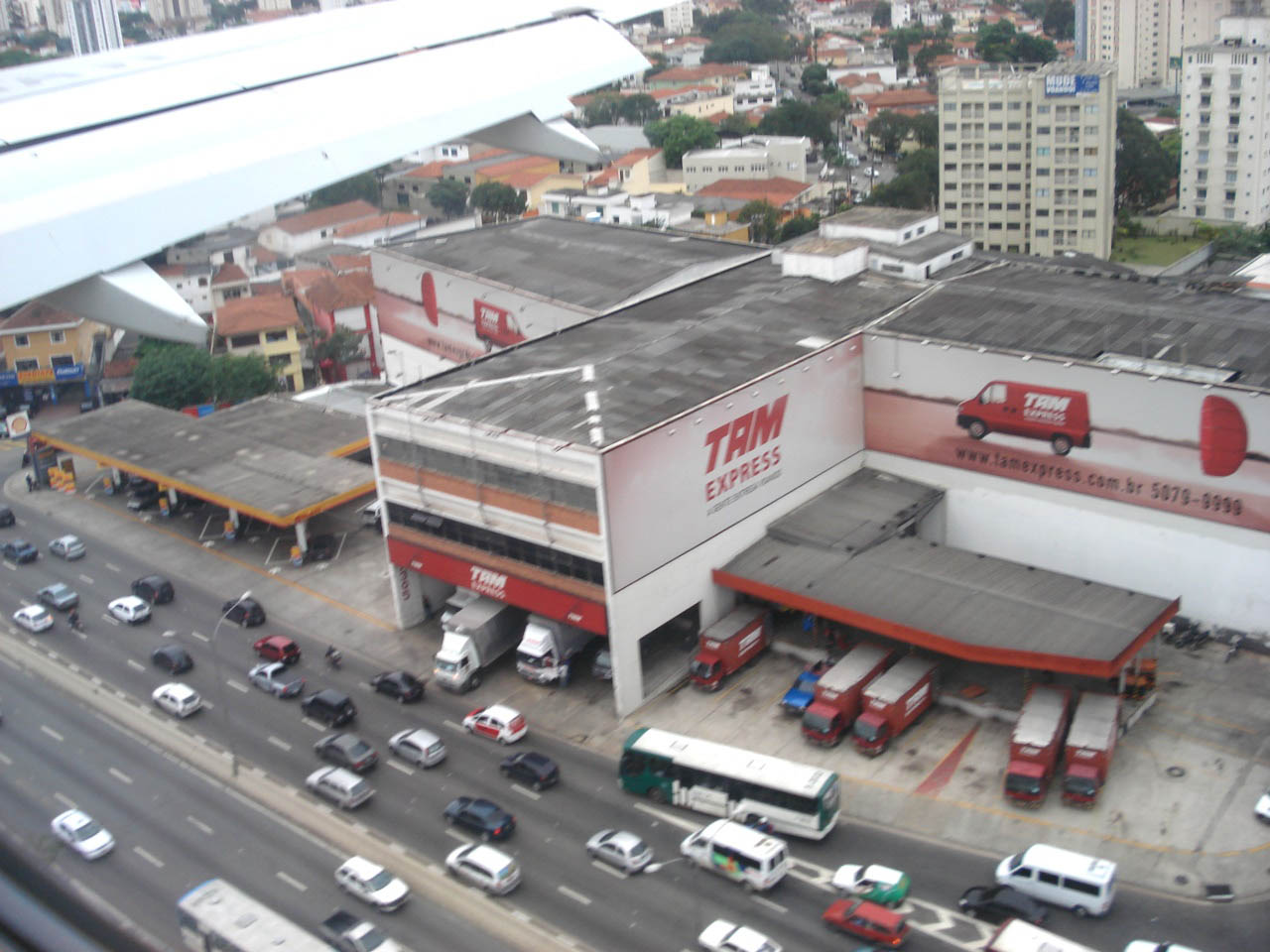
Il magazzino TAM Express prima dell'incidente

In Brasile la sicurezza aerea era sotto stretta osservazione da parte dei media dopo che nel settembre 2006 la collisione tra il volo Gol Transportes Aéreos 1907 e un Embraer Legacy 600 aveva causato oltre 150 vittime. Congonhas era noto per aver manifestato problemi di sicurezza negli atterraggi in presenza di forti piogge sia grazie alla sua posizione e alle caratteristiche della pista sia per la tipologia di aerei che lo utilizzavano.

La sua pista più lunga, la 17R/35L, misura solamente 1.940 metri ma poteva comunque ricevere, oltre ai piccoli aerei privati, anche aerei commerciali come i Boeing 737 e gli Airbus A320. La lunghezza di pista necessaria per l'atterraggio di un aereo è influenzata da diversi fattori, come ad esempio la velocità di avvicinamento, il peso e la presenza di vento in coda o di vento contrario; per un Airbus A320 una velocità di atterraggio di appena 20 nodi (37 km/h) più alta del normale può richiedere una distanza di arresto più lunga del 25%. La pioggia può invece contribuire a ridurre significativamente le prestazioni di frenata degli aerei, portando a un aumento del requisito minimo di lunghezza della pista.

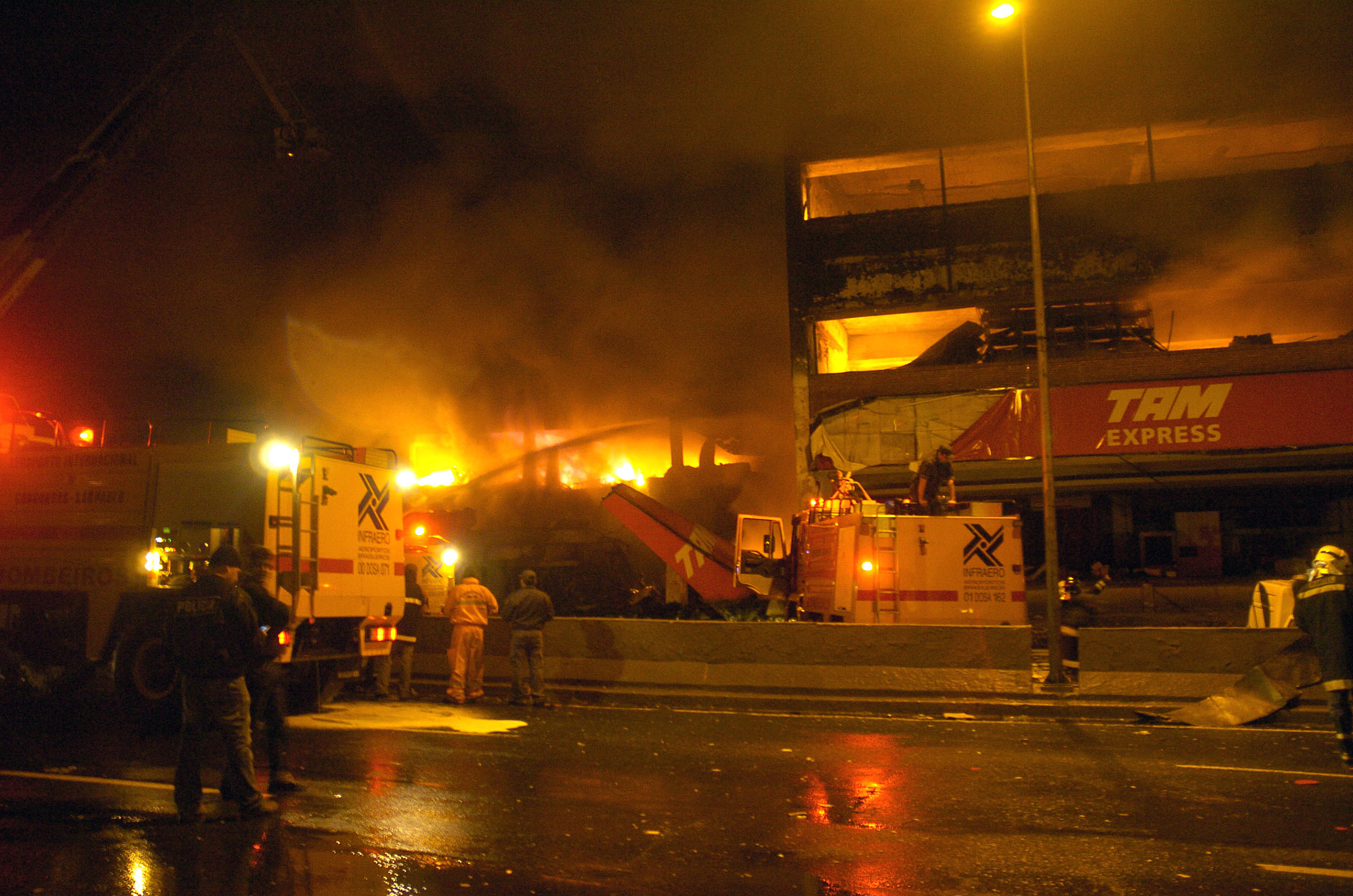
L'edificio di TAM Express subito dopo l'incidente

Nel febbraio 2007, un giudice brasiliano vietò temporaneamente ai Fokker 100, ai Boeing 737-700 e ai Boeing 737-800 di servirsi dell'aeroporto, mentre gli Airbus A320 erano autorizzati in quanto lo spazio di arresto dichiarato dal fabbricante era più corto rispetto a quello degli altri aerei. La sentenza accoglieva una lamentela di molti piloti che accusavano la pista di Congonhas di non smaltire a sufficienza l'acqua durante i temporali causando un aumento delle distanze di arresto e in alcuni casi aquaplaning; il giudice affermò inoltre che la pista avrebbe dovuto essere allungata di 388 metri per permettere anche agli altri aeromobili di operare in sicurezza. Una portavoce dell'Agenzia nazionale per l'Aviazione Civile affermò "le condizioni di sicurezza della pista e dell'aeroporto nel suo complesso sono adeguate". Anche TAM contestò la sentenza, affermando per mezzo di un portavoce che "se l'ingiunzione permarrà, causerà il caos totale", sostenendo che oltre 10 000 passeggeri al giorno avrebbero subito notevoli disagi. Le autorità aeroportuali si appellarono contro la sentenza che venne annullata dalla Corte di Appello già il giorno successivo con la motivazione che il divieto per i tre tipi di aerei era troppo severo e avrebbe comportato gravi conseguenze economiche. L'esperto di aviazione Gianfranco Beting sostenne in un'intervista televisiva che "la pista è stata riaperta a causa della pressione popolare".

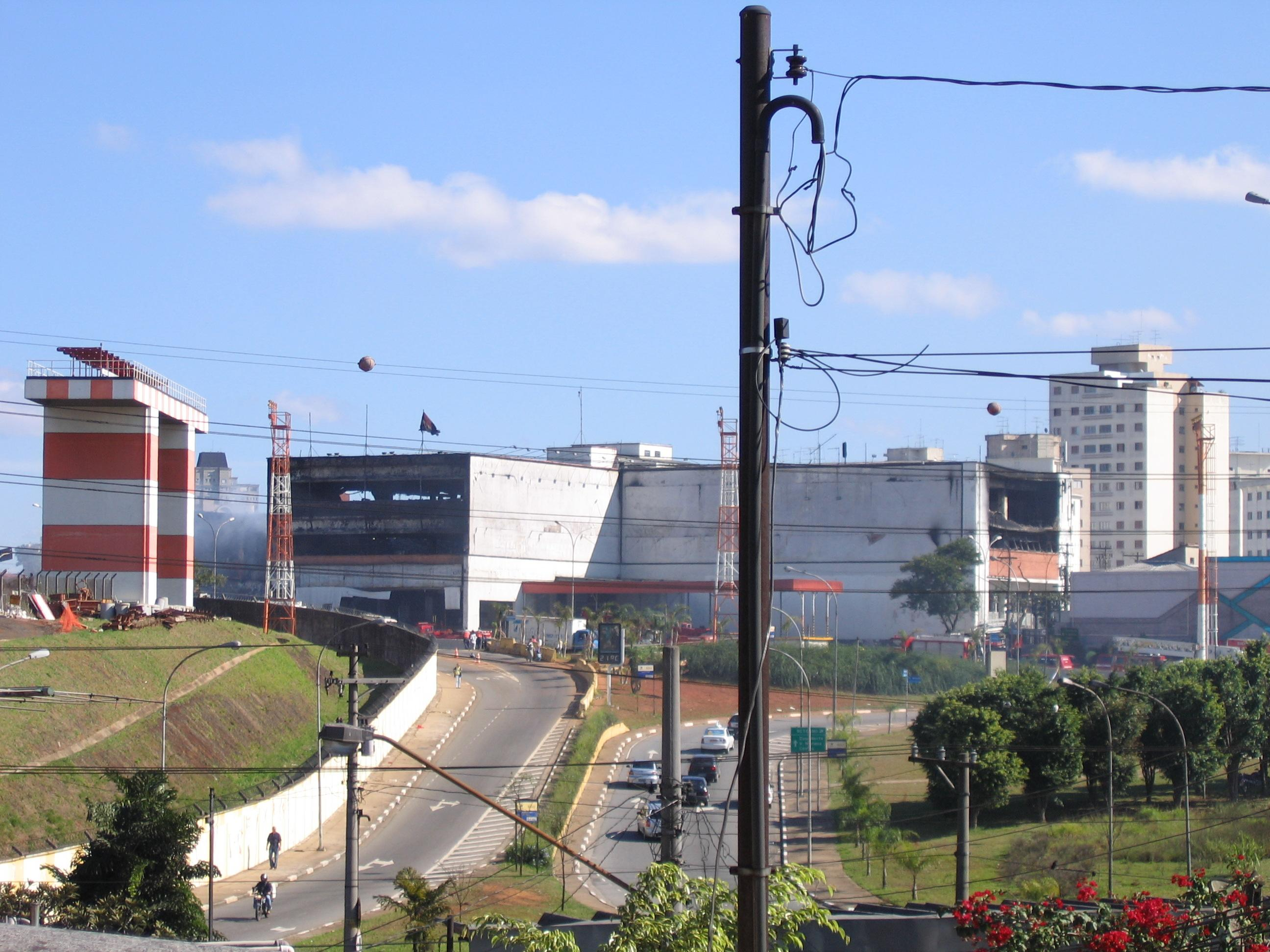
L'edificio di TAM Express dopo l'incidente

### Conseguenze
L'aeroporto riaprì due giorni dopo l'incidente ma con la sola pista 17L/35R in uso; la maggior parte dei voli fu trasferita all'aeroporto Internazionale di San Paolo-Guarulhos, il maggiore della città.
Dilma Rousseff, il capo della Casa civil, annunciò di avere allo studio una proposta per ridurre significativamente il numero di voli su Congonhas, vietando sia i voli internazionali sia quelli charter e consentendo solamente collegamenti diretti con alcune città brasiliane; aggiunse inoltre che i due aeroporti di San Paolo avrebbero potuto essere ampliati o, in alternativa, che ne sarebbe stato costruito un terzo.
Gli investigatori della scena del crimine dello Stato terminarono la ricerca dei resti il 28 luglio 2007; a quella data, 114 corpi recuperati dal sito erano stati identificati dall'Ufficio del medico legale di San Paolo.

## Le indagini

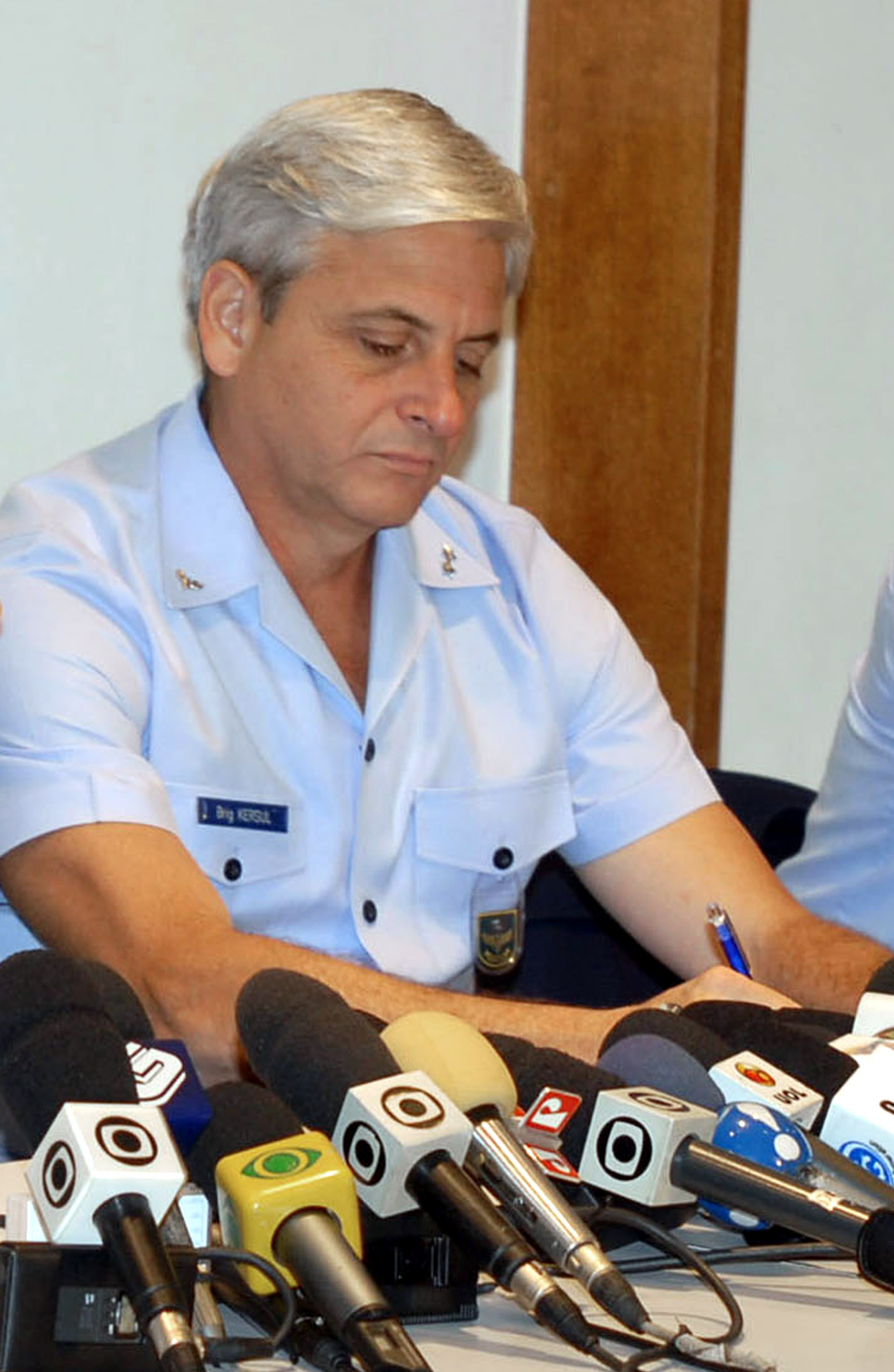
Il brigadiere Jorge Kersul Filho, responsabile delle indagini sull'incidente, durante una conferenza stampa.

Le indagini furono condotte dal Centro de Investigação e Prevenção de Acidentes Aeronáuticos (CENIPA). Le scatole nere furono inviate negli Stati Uniti per essere analizzate dal National Transportation Safety Board (NTSB). Sulla base dei primi dati ricavati dal Flight Data Recorder (FDR), il 25 luglio Airbus consigliò a tutti gli utilizzatori di A320 di assicurarsi che entrambe le leve della manetta fossero in posizione idle durante la flare.
Il 1º agosto venne resa pubblica la trascrizione del Cockpit Voice Recorder (CVR). Essa mostrava che i piloti erano a conoscenza che la pista fosse bagnata e che uno degli inversori di spinta fosse disattivato. Dal colloquio tra i piloti si intuisce che gli spoiler non si aprirono e che si resero presto conto di avere problemi nel rallentare l'aereo. Al momento del contatto con la pista, la leva di comando degli spoiler era in posizione armed ma, secondo la logica del sistema di controllo dei comandi di volo dell'A320, per ottenere l'apertura automatica degli spoiler dopo l'atterraggio è necessario che, oltre a essere la leva degli spoiler in posizione armed, anche le leve degli inversori di spinta siano in posizione idle. La trascrizione del FDR mostrò invece che la leva di comando dell'inversore di spinta sinistro era posizionata correttamente, infatti quello si attivò, mentre la leva di comando del motore destro (quello con l'inversore non funzionante) era stata lasciata in posizione CL. Probabilmente i piloti pensarono che, senza inversore di spinta, il motore di destra avrebbe avuto bisogno di essere messo in idle, invece la logica dell'automanetta dell'A320 impone che, quando una o più delle leve di spinta viene tirata in posizione idle, essa si disattivi automaticamente. Come conseguenza di ciò, si ebbe che, quando il motore sinistro aveva l'inversore di spinta attivato e stava frenando, il motore destro aumentava la sua spinta in avanti. La risultante di questa condizione fu una spinta asimmetrica che portò alla perdita di controllo dell'aereo e allo schianto che ne seguì.

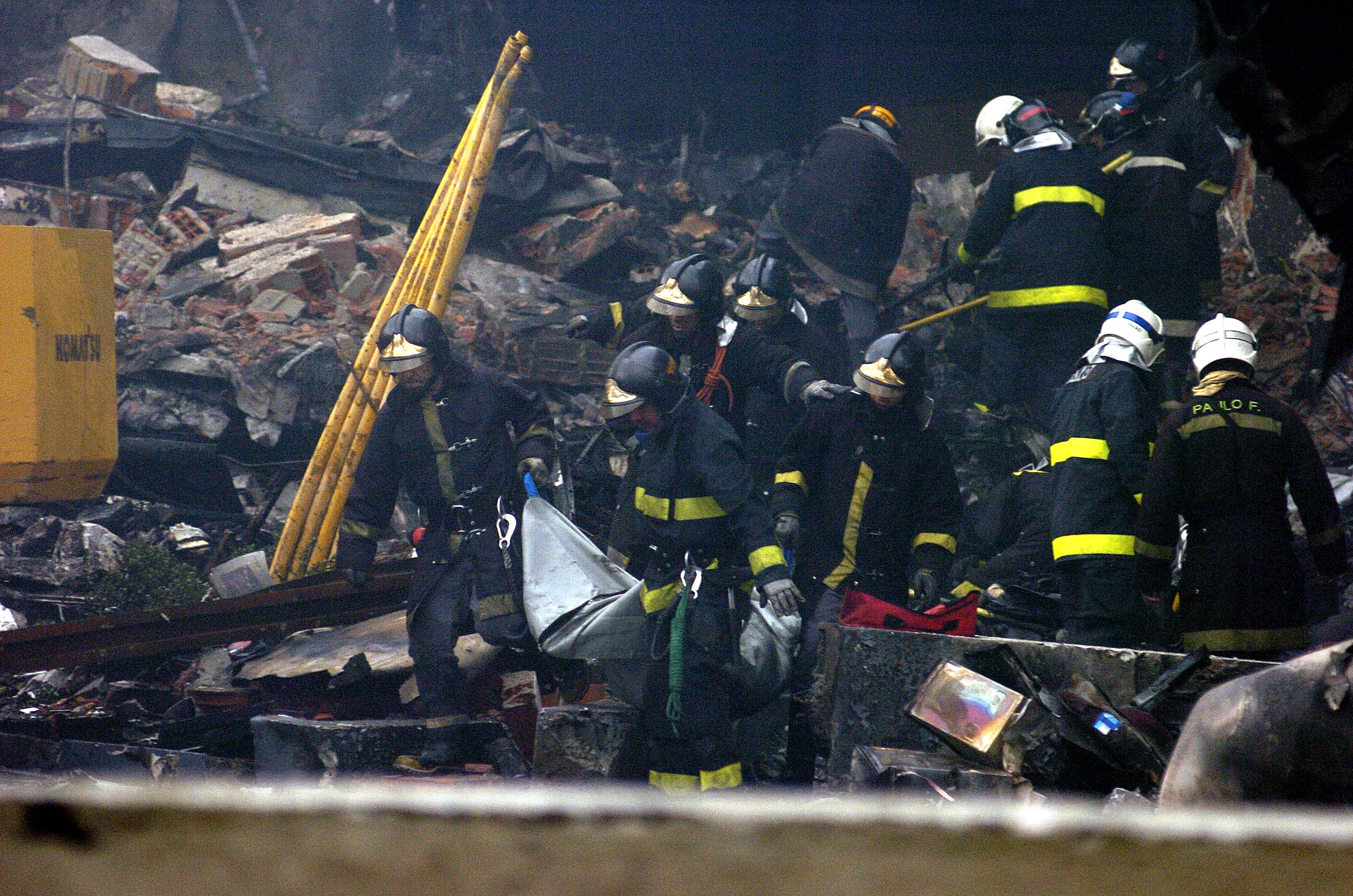
I rottami del volo 3054

Un'indagine del Ministero della Pubblica Sicurezza brasiliano pubblicata nel novembre 2008 concluse che i piloti avevano erroneamente lasciato la leva del motore destro della posizione di salita durante l'atterraggio, a causa di un errore nelle procedure di atterraggio con l'inversore di spinta destro disattivato per una precedente manutenzione, quando era necessario ritardare entrambi i motori affinché gli spoiler funzionassero. Affermarono che l'Agenzia nazionale per l'aviazione civile avrebbe dovuto chiudere l'aeroporto la notte in cui l'aereo era atterrato a causa delle forti piogge; che le autorità aeroportuali di Congonhas condividevano la colpa perché la pista non era stata adeguatamente costruita con scanalature per drenare l'acqua piovana in eccesso, contribuendo allo schianto; che il produttore dell'aereo, Airbus, avrebbe dovuto fornire allarmi avvertendo i piloti che il sistema frenante non funzionava; e che la TAM non aveva addestrato adeguatamente i suoi piloti, che non avevano agito correttamente nell'emergenza.

### Report finale
Nel settembre 2009, più di due anni dopo l'incidente, il CENIPA rese pubblici i risultati delle indagini. Nel rapporto si legge che una delle leve della manetta non era in posizione di idle bensì in quella di CL, la quale consentiva al motore di aumentare la spinta invece di rimanere al minimo, ma che non era stato provato se ciò era dipeso da un errore dei piloti o da un guasto meccanico. Il rapporto suggerisce due probabili cause per l'incidente: un guasto meccanico, che aveva portato il motore ad accelerare nonostante la manetta fosse nella posizione corretta; oppure un errore del pilota che non aveva seguito la corretta procedura indicata dai manuali in caso di un inversore non funzionante e aveva posizionato la manetta in modo errato. Oltre a queste due cause principali, il CENIPA individuò altri due fattori secondari che contribuirono all'incidente, come l'elevata quantità di pioggia caduta quel giorno che aveva provocato la formazione di pozzanghere sulla pista e l'assenza di drenaggio sulla pista stessa.

## Le reazioni

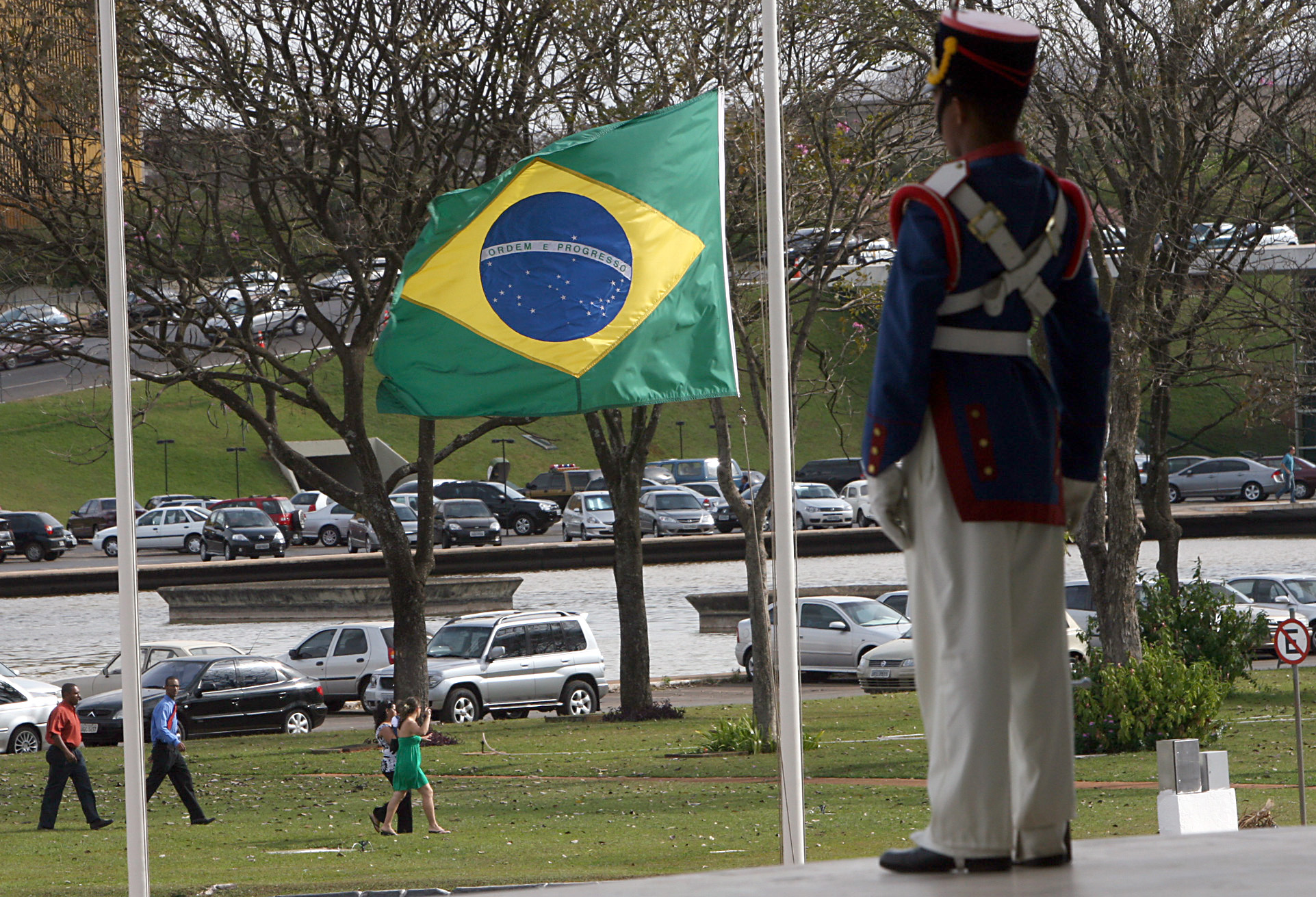
La bandiera brasiliana sventola a mezz'asta a Brasilia nell'anniversario del volo 3054

Dopo l'incidente, il presidente Luiz Inácio Lula da Silva ordinò tre giorni di lutto nazionale.
Durante i Giochi Panamericani del 2007 a Rio de Janeiro, gli atleti brasiliani indossavano una fascia nera in ricordo delle vittime. Il 18 luglio, le bandiere di tutti i paesi partecipanti sventolavano a mezz'asta. Le partite che coinvolgevano un atleta o una squadra brasiliana iniziavano con un minuto di silenzio.
Tutte le partite del Campeonato Brasileiro Série A 2007 iniziarono con un minuto di silenzio, mentre tutti i giocatori indossavano la fascia nera al braccio. Il pilota brasiliano di Formula 1 Felipe Massa aveva una striscia nera sopra il suo casco durante il Gran Premio d'Europa 2007, per commemorare le vittime. Anche Rubens Barrichello aveva delle strisce sul casco, e i due piloti della Red Bull Racing David Coulthard e Mark Webber avevano piccole bandierine brasiliane sui loro caschi in riferimento all'incidente.
Più di 5 000 brasiliani marciarono verso il luogo dell'incidente il 29 luglio 2007, accusando il governo di non aver investito nelle infrastrutture aeroportuali per l'incidente. Molti manifestanti chiesero anche la destituzione del presidente Luiz Inacio Lula da Silva.

### Reazioni internazionali
- Argentina: il presidente Néstor Kirchner chiamò il presidente Lula per esprimere le sue condoglianze.[39]
- Cile: la presidente Michelle Bachelet chiamò il presidente Lula per porgere le sue condoglianze.[39]
- Cina: il presidente Hu Jintao espresse le sue condoglianze al governo brasiliano nonché agli amici e alle famiglie delle vittime.[40]
- Germania: il presidente Horst Köhler inviò un telegramma al presidente Lula esprimendo le sue condoglianze alle famiglie delle vittime. Secondo un comunicato diffuso dall'ambasciata tedesca a Brasilia, la Germania si sarebbe unita ai tre giorni di lutto abbassando la bandiera a mezz'asta presso l'ambasciata.[41]
- Messico: l'ex presidente Vicente Fox espresse le sue condoglianze.[42]
- Perù: il presidente Alan Garcia espresse le sue condoglianze e chiese di parlare con il presidente Lula.[39]
- Spagna: Felipe VI di Spagna era in Brasile al momento dell'incidente ed espresse le sue condoglianze.[43]
- Stati Uniti: il presidente George W. Bush, il suo portavoce Sean McCormack e il segretario di stato Condoleezza Rice offrirono tutti le loro condoglianze. Rice chiamò il ministro degli esteri brasiliano Celso Amorim per esprimere ulteriori condoglianze.[39]
- Vaticano: Odilo Pedro Scherer, arcivescovo di San Paolo, ricevette un telegramma di papa Benedetto XVI firmato dal segretario di Stato vaticano Tarcisio Bertone, in cui esprimeva le condoglianze per le vittime.[44]
- Venezuela: il ministro degli Esteri Nicolás Maduro espresse le sue condoglianze al governo e ai cittadini brasiliani.[45]

### Memoriale

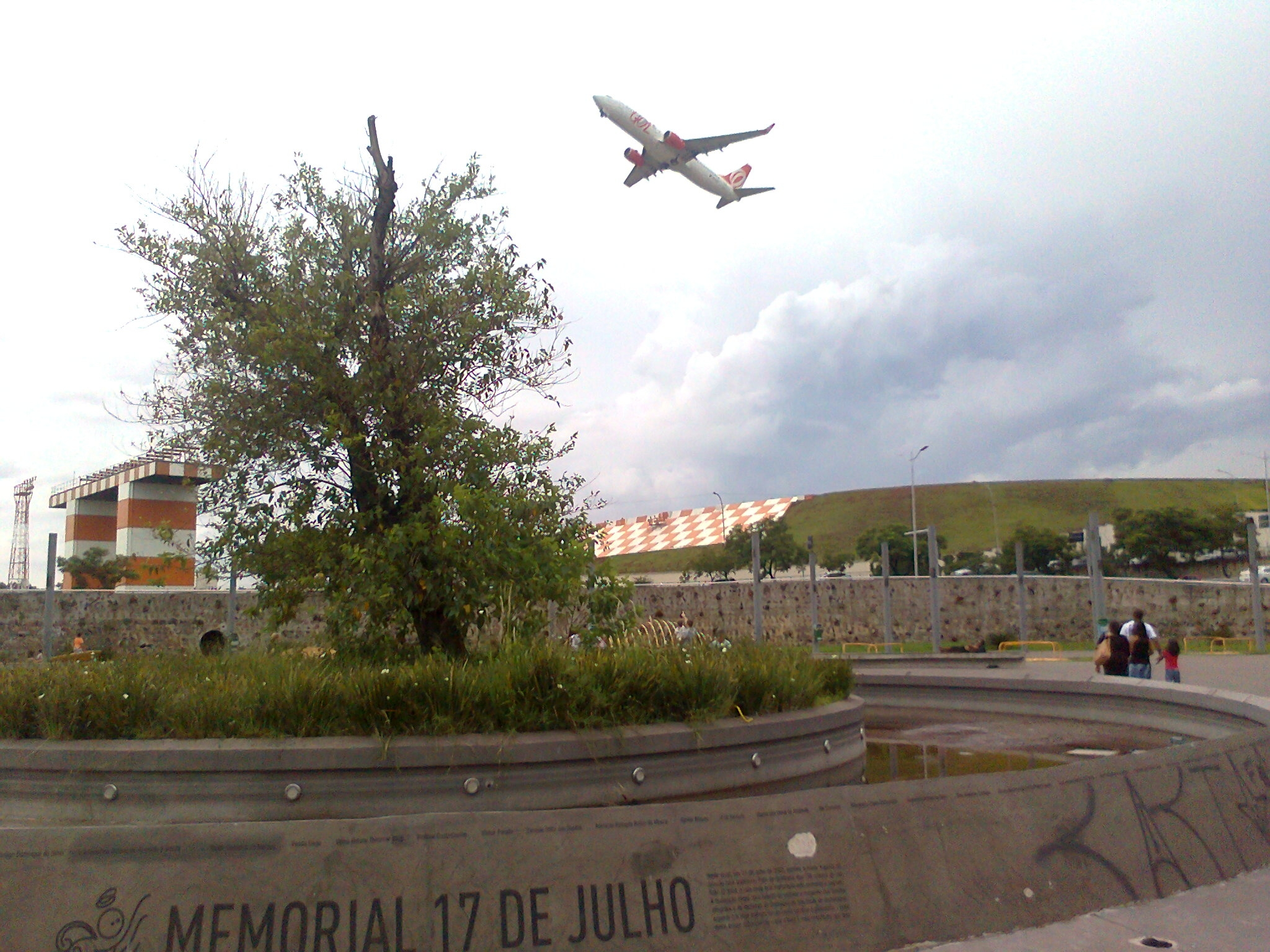
Memoriale sul luogo dell'incidente.

Il 17 luglio 2012, quinto anniversario dell'incidente, venne aperta una piazza denominata Memorial Square, costruita sul sito del magazzino della TAM (demolito il 5 agosto 2007), che ha un'area di 8 318 metri quadrati. C'è un memoriale con i nomi delle vittime incisi e un albero di gelsi sopravvissuto allo schianto. Esiste anche un altro memoriale a Porto Alegre chiamato "Largo da Vida", dove sono stati piantati 199 alberi. Il memoriale si trova vicino all'aeroporto internazionale Salgado Filho (l'aeroporto da cui partì il volo 3054).

## Processo giudiziario
Il 19 novembre 2008 venne completata l'indagine di polizia condotta dal Pubblico Ministero del Brasile, per un totale di 13 600 pagine di rapporto, che avevano richiesto 16 mesi di ricerca, durante i quali erano state ascoltate 336 persone. Per il Pubblico Ministero, l'ex direttore dell'Agenzia nazionale per l'aviazione civile Denise Abreu e il direttore della sicurezza del TAM, Marco Aurélio dos Santos de Miranda, avrebbero dovuto essere condannati per aver intenzionalmente attentato alla sicurezza del trasporto aereo. L'indagine della polizia rivelò che, nel febbraio 2007, il giudice federale di San Paolo Cecilia Marcondes aveva annunciato un'azione per limitare gli sbarchi a Congonhas nei giorni di pioggia.  Denise Abreu aveva presentato un documento che garantiva la sicurezza dell'aeroporto, anche nei giorni di pioggia, ma che era stato accettato dal giudice solo come studio tecnico, che vietava le operazioni in caso di accumuli d'acqua superiori a tre millimetri sulla pista. Poiché non era uno standard, ma uno studio tecnico, non c'era alcun obbligo di seguirlo.
Nel 2011, il Ministero pubblico avviò un'indagine penale contro Denise Abreu, Marco Aurélio dos Santos de Miranda e Alberto Fajerman, vicepresidente delle operazioni di TAM. Erano accusati di aver trascurato la sicurezza del trasporto aereo, consentendo l'atterraggio degli aerei in condizioni avverse, anche prima che venissero ricavati i solchi di drenaggio sulla pista di Congonhas. Il processo iniziò a San Paolo nel 2013. Nel 2014, la MPF ritirò le accuse contro Alberto Fajerman per mancanza di prove. L'accusa contro Denise per falsa dichiarazione venne ritirata nel novembre 2014. Nel 2014, la compagnia di assicurazioni Itaú Seguros, responsabile del pagamento delle indennità per la tragedia, avviò una causa in Brasile contro Airbus per un importo di 350 milioni di reais (circa 156,2 milioni di dollari). Airbus, in una nota, dichiarò che, sulla base delle relazioni finali rilasciate dal CENIPA, la compagnia non aveva avuto una partecipazione diretta al disastro, mentre erano responsabili dell'incidente TAM (per mancanza di formazione del personale), ANAC (per aver mantenuto aperta la pista senza le scanalature in presenza d'acqua) e i piloti (a causa dell'errata configurazione delle manette).

## Nella cultura di massa
Il volo TAM 3054 è stato analizzato nella puntata Atterraggio impossibile della undicesima stagione del documentario Indagini ad alta quota trasmesso da National Geographic Channel. Il 23 aprile 2025 su Netflix è stata resa disponibile la miniserie Volo 3054 - Una tragedia annunciata, che analizza gli eventi del disastro in tre episodi